# Traité de Suse
Le traité de Suse (quelquefois Suze ou Susa, Suza en italien) fait référence à deux traités signés en 1629 à Suse, en Piémont, dans le duché de Savoie (actuellement en Italie).

## Traité entre la France et la Savoie
Ce traité, signé le 11 mars 1629, suit la capture de la ville est un arrangement entre le roi de France, Louis XIII, et le duc de Savoie, Charles-Emmanuel Ier. Il permet le passage d'une armée pour le siège de Casale Monferrato lors de la guerre de Succession de Mantoue. La Savoie devait recevoir les villes de Trino et Montferrat.

## Traité entre la France et l'Angleterre et l'Écosse
Ce traité, signé le 24 avril 1629, met fin à la guerre franco-anglaise (1627-1629), il a été ratifié par Charles Ier d'Angleterre et d'Écosse le 11 juin et Louis XIII, le 4 juillet, il a reconfirmé les termes d'un contrat de mariage entre Charles et la sœur de Louis Henriette-Marie de France. Chaque partie doit rendre les territoires capturés pendant le conflit une fois la paix revenue.
Cette dernière clause touche un certain nombre de territoires pris en Nouvelle-France, dont l'Acadie (à présent péninsule Nouvelle-Écosse, alors une colonie écossaise, et l'Île du Cap-Breton) et le Québec, bien que ce dernier a été cédé par Samuel de Champlain en juillet 1629 à David Kirke et ses frères, trois mois après la signature de la paix. La Nouvelle-France n'est entièrement restituée à la domination française qu'après le traité de Saint-Germain-en-Laye de 1632.

## Sources
- Notice dans un dictionnaire ou une encyclopédie généraliste :   - Britannica
- The life of Cardinal Richelieu (traité avec la Savoie)
- European treaties bearing on the history of the United States and its Dependencies (traité avec l'Angleterre)